# Parlamento Árabe

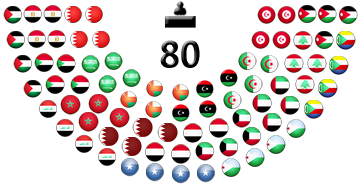
Um gráfico que mostra o número de assentos dos estados membros no Parlamento Árabe em 2020

O Parlamento Árabe foi criado na Cúpula de Estados da Liga árabe em Amã, 2001.
- Kuwait Walid Khaled Al-Gary
- Egito Raga'a Ismail al Arabi
- Líbano Robert Iskandar Ghanem
- Palestina Rawhi Fattuh
- Somália Zacheria Mahmoud Hagi Abdi
- Sudão Samia Hussein Sayed Ahmed
- Iraque Sertib Muhammad Hussein
- Egito Sa'ad Gamal
- Omã Soud Bin Ahmed El Berouani
- Mauritânia Salma Bint Tekdi
- Jordânia Salwa Damin El-Masri
- Palestina Selim Deeb El-Za'enoun
- Egito Sana Abd El-Mene'em El-Banna
- Omã Sief Bin Hashim El-Maskary
- Sudão Salih Ahmed El-Toum El-Omraby
- Tunísia A'eda Morgan Haram El-Shemsy
- Catar Aisha Yousif Al-Mena'e
- Iraque Abbas Al-Biati
- Argélia Abd-El-Hak Boumashra
- Djibuti Abd-El-Rahman Hassan Riala
- Emirados Árabes Unidos ABD-EL-Rahman Ali Al-Shamsy
- Marrocos ABD-El-Raham Lidek
- Bahrein Abd-El-Aziz Abd-Allah Al-Moussiy
- Jordânia Abd-El-Karim Faisal El-Daghmy
- Iêmen Abd-Allah Ahmed Ghanem
- Argélia Abd-Allah Bousnan
- Jordânia Abd-El-Hady Attallah Ammegalli
- Marrocos Abd-El-Wahed Arrady
- Kuwait Abd-El-Wahed Mahmoud El-Awadi
- Comores Elwei Sayed Muhammed
- Omã Ali Bin-Said El Behya'i
- Líbano Ali Khreiss
- Iêmen Ali Abd-allah Abou-Hleika
- Argélia Ammar Sa'adany
- Tunísia Omara Bin-Muhammed Al-Makhloufy
- Argélia Amr Bouiflan
- Kuwait Awad Bard El-Enzzi
- Omã Fahd Bin-Majid Al-Mamari
- Djibuti Fahmy Ahmed Muhammed Al-Hajj
- Somália Qamar Adam Ali
- Djibuti Moemen Bahdoun Fareh
- Catar Mubarak Ghanem Bouthamer Ali
- Sudão Muhammed El-Hussein Al-Amin Ahmed Nasser
- Tunísia Muhammed Sobhi Boudreballah
- Arábia Saudita Muhammed Bin-Ibrahim Bin-Muhammed El-Helwa
- Arábia Saudita Muhammed Bin-Abd-Allah Bin-Muhammed El-Ghamdi
- Tunísia Muhammed Bin-Hady Ouaynee
- Kuwait Muhammed Jasim Al-Saqr
- Emirados Árabes Unidos Muhammed Salim El-Mazrouy
- Jordânia Muhammed Abd-Allah Abou-Hedib
- Djibuti Muhammed Edwita Yousif
- Somália Muhammed Amr Tolha
- Somália Muhammed Mualim Abd-El-Rahman
- Mauritânia Muhammed Weld El-Sheikh Al-Moustafa
- Mauritânia Muhammed Weld Muhammed El-Hafez
- Mauritânia Muhammed Weld Harun Weld El-Sheikh Seddeya
- Síria Mahmoud El-Abrash
- Egito Mostafa El-Feqqy
- Marrocos Mostafa Okasha
- Iraque Moufid El-Jaza'ery
- Arábia Saudita Mansour Bin-Mahmoud Abd-El-Ghaffar
- Iêmen Mansour Aziz Hamoud El-Zendany
- Catar Nasser Khalil El-Jidah
- Síria Nasser Qaddour
- Iraque Nour-Eddine Sa'id El-Heyaly
- Comores Nour-Eddine Midlaj
- Líbia Hoda Fathy Salim Bin-Amer